# 1486
سنة 1486 كانت سنة بسيطة تبدأ يوم السبت (الرابط يظهر نموذج التقويم الكامل للسنة) من التقويم اليولياني.

## أحداث
- أول استخدام مكتوب لكلمة كرة القدم لوصف الكرة.

## مواليد
- 28 يوليو - بيتر جيليس، فيلسوف فرنسي.
- آرثر أمير ويلز
- محمد القائم بأمر الله ، سلطان مغربي ومؤسس الدولة السعدية.

## وفيات
- ابن جلال الدين
- إلياس السينوبي